# Coenonympha pamphilus
Coenonympha pamphilus là một loài bướm thuộc Họ Bướm giáp, (phân họ Satyrinae). Loài này phổ biến rộng rãi ở Âu Á và tây bắc châu Phi, thích môi trường sống khô hơn các loài thuộc Coenonymphae khác. Các cây chủ của ấu trùng là cỏ, đặc biệt là cừu của cây roi nhỏ và đồng cỏ cỏ Poa trivialis.
Loài này gần giống như loài Maniola jurtina nhưng màu nâu của cánh xuất hiện đáng chú ý nhạt màu trong chuyến bay. 
Ấu trùng có tuổi thọ của chiều dài khác nhau, thậm chí trong cùng một khí hậu, do đó hình ảnh của một thế hệ có thể được nhìn thấy qua một thời gian dài. Bướm thường có 2, thỉnh thoảng ba, con non và cánh từ giữa tháng năm đến đầu tháng Mười (cuối tháng sáu đến giữa tháng Tám ở vùng khí hậu lạnh hơn). Các côn trùng trải qua mùa đông trong giai đoạn ấu trùng của nó.
Loài này cũng giống như loài Lasiommata megera, đã bị suy giảm nghiêm trọng ở hầu khắp miền Nam nước Anh vì lý do không rõ ràng, và phù hợp được chỉ định là một loài ưu tiên BAP Anh quốc (chỉ nghiên cứu) bởi DEFRA trong năm 2007.

## Phân loài
Loài này có các phân loài
- C. p. lyllus (Esper, 1806)
- C. p. marginata Heyne, [1894]
- C. p. fulvolactea Verity (1926)
- C. p. centralasiae Verity (1926)
- C. p. infrarasa Verity (1926)
- C. p. juldusica Verity (1926)
- C. p. ferghana Stauder (1924)
- C. p. nitidissima Verity (1924)
- C. p. asiaemontium Verity (1924)
- C. p. rhoumensis Harrison (1948)[2]

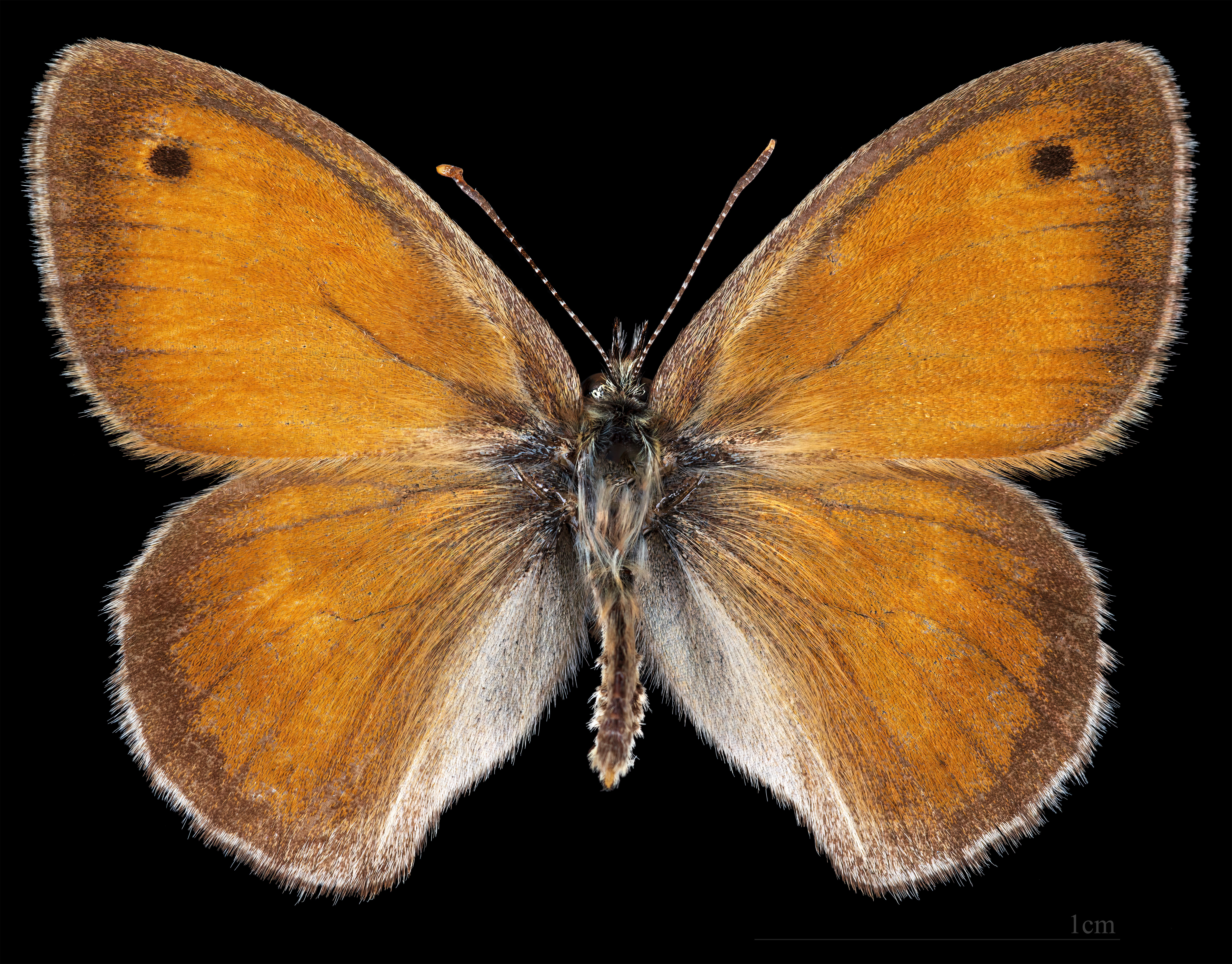
Coenonympha pamphilus pamphilus ♂
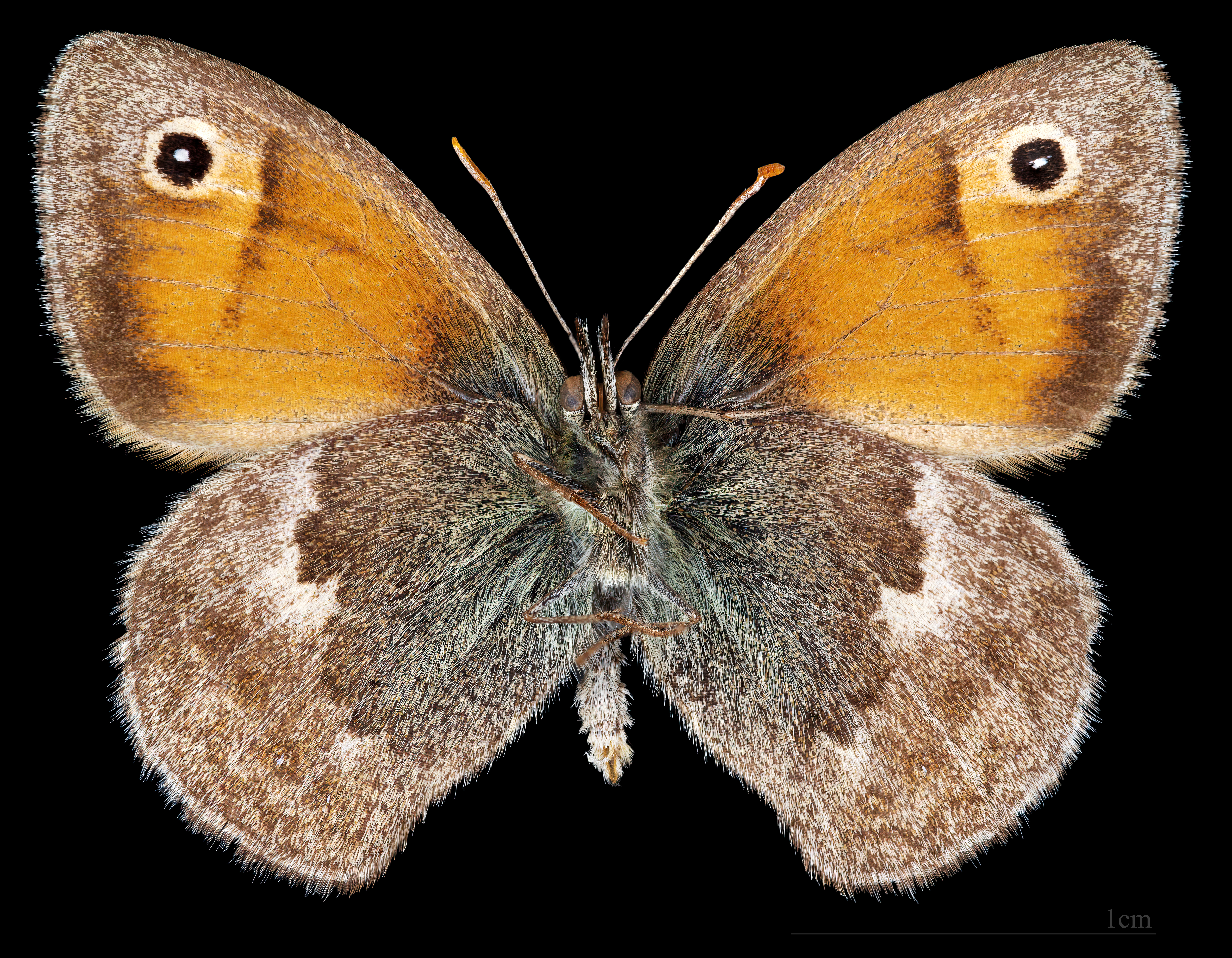
Coenonympha pamphilus pamphilus ♂ △
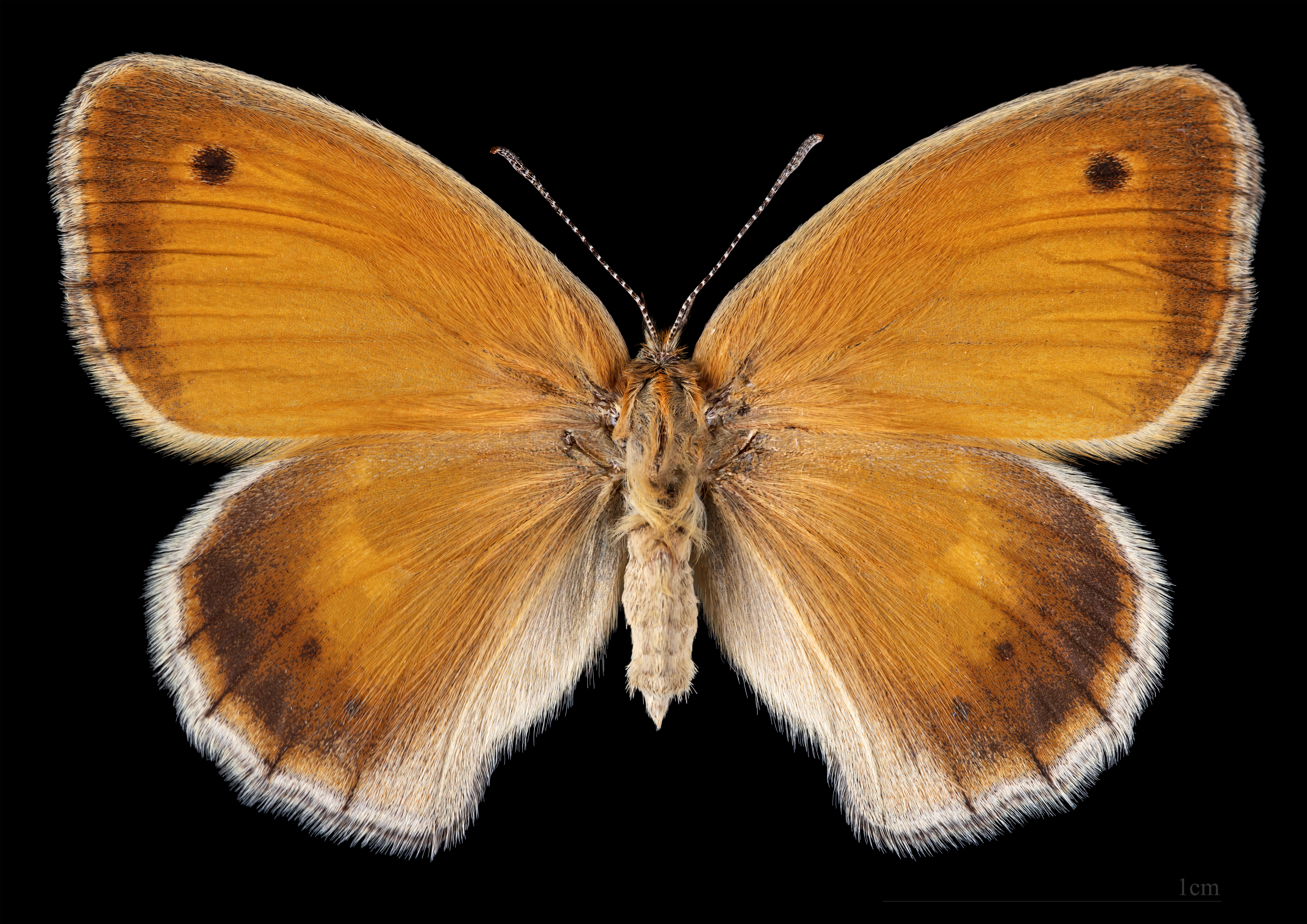
Coenonympha pamphilus marginata ♀
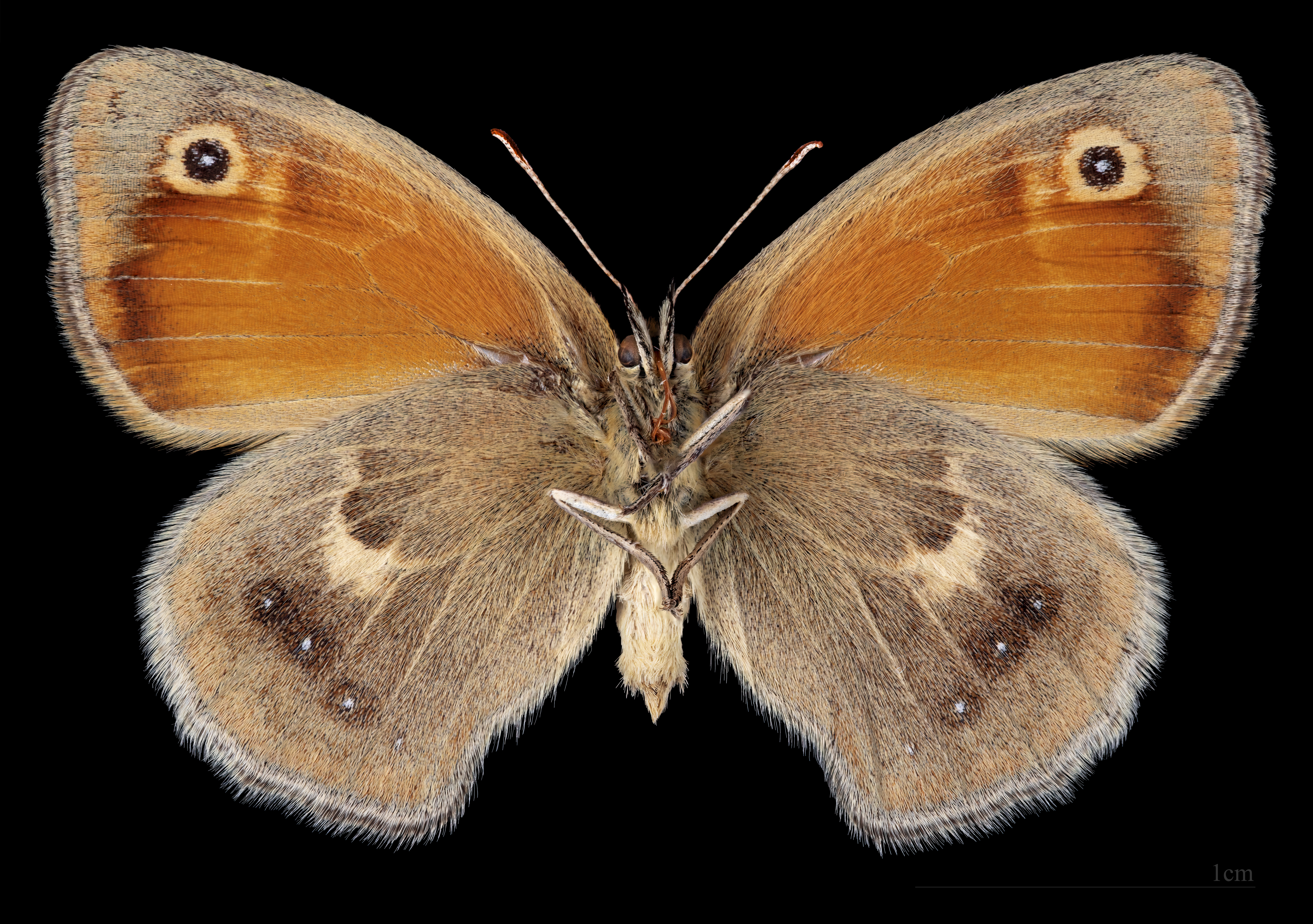
Coenonympha pamphilus marginata ♀ △

## Hình ảnh

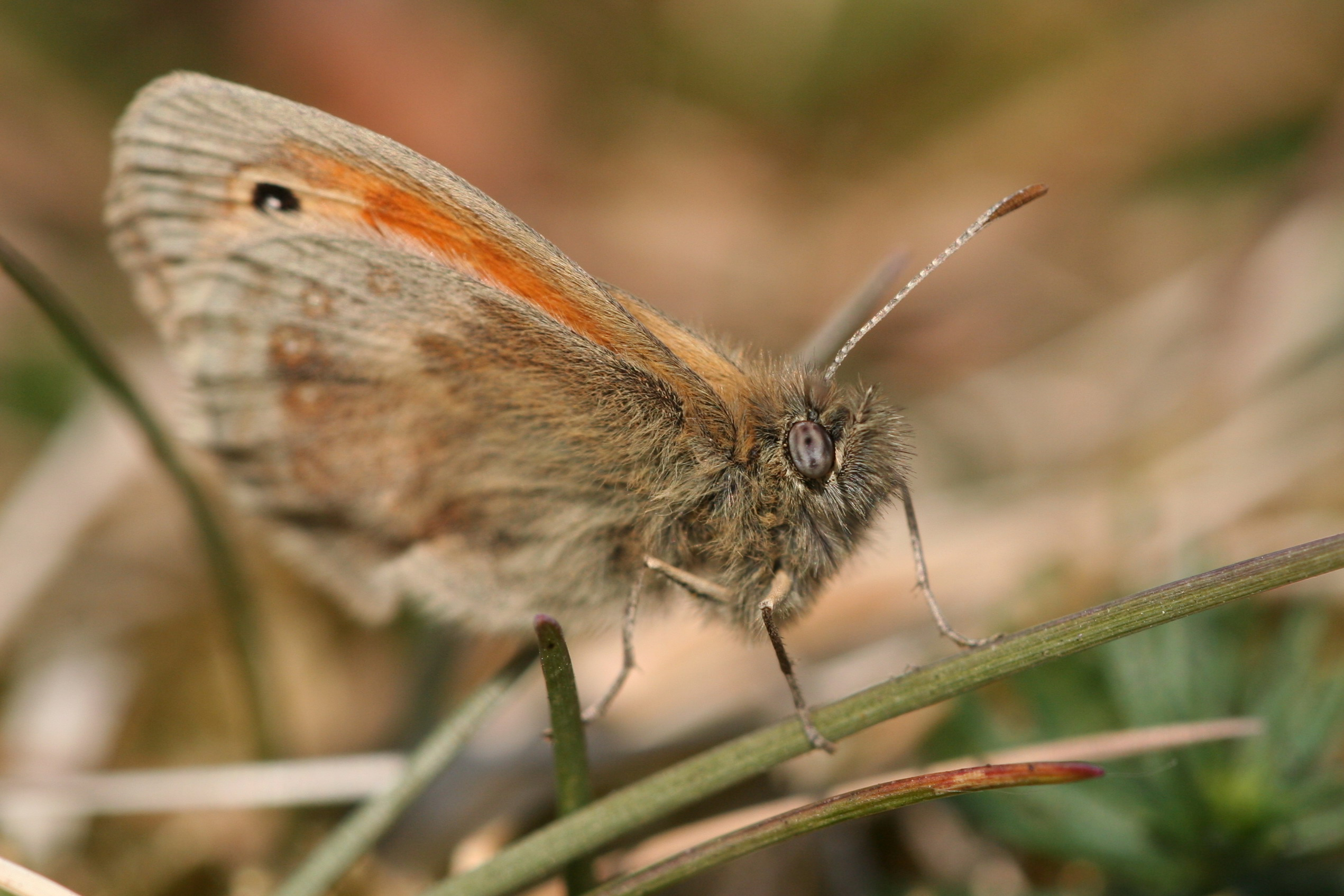
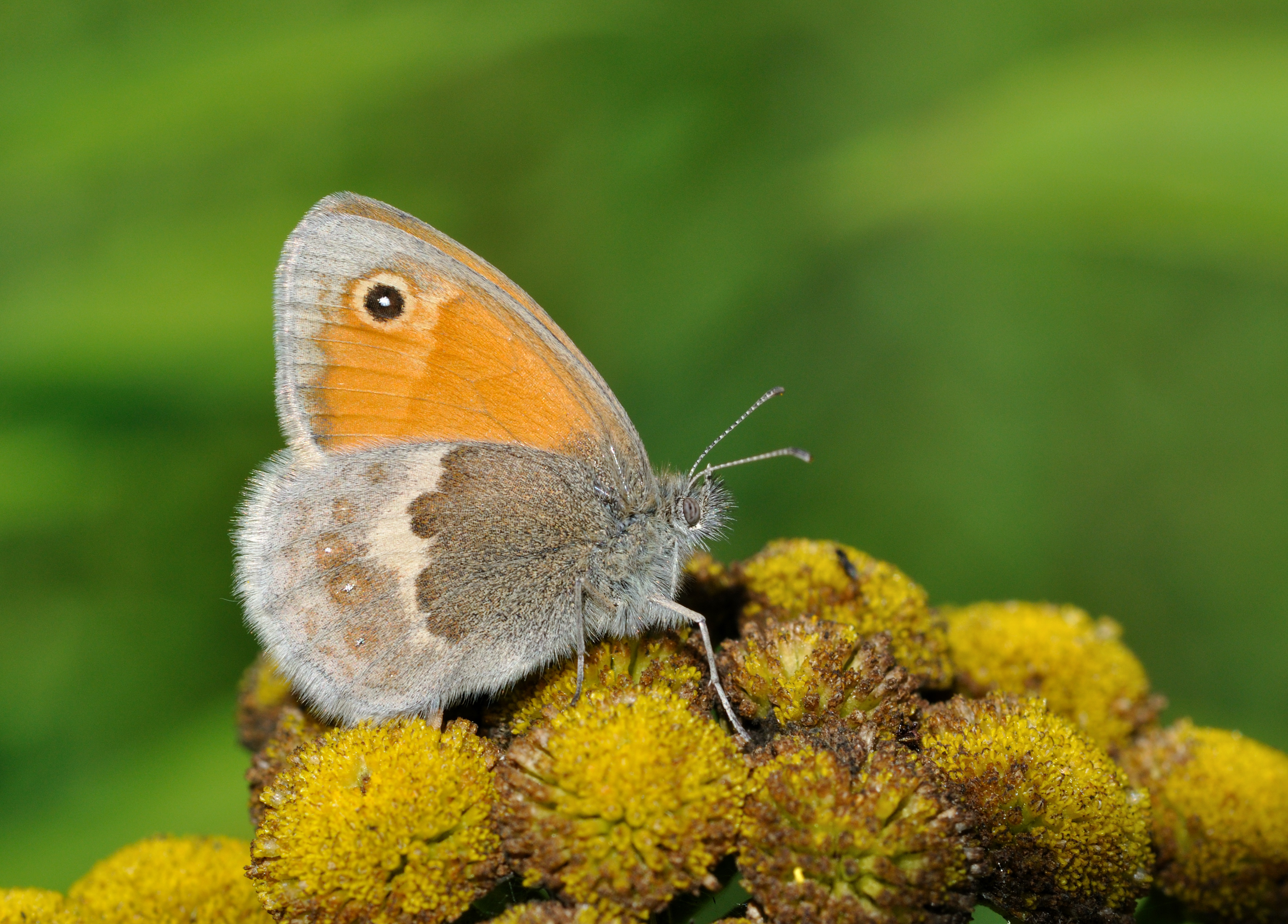
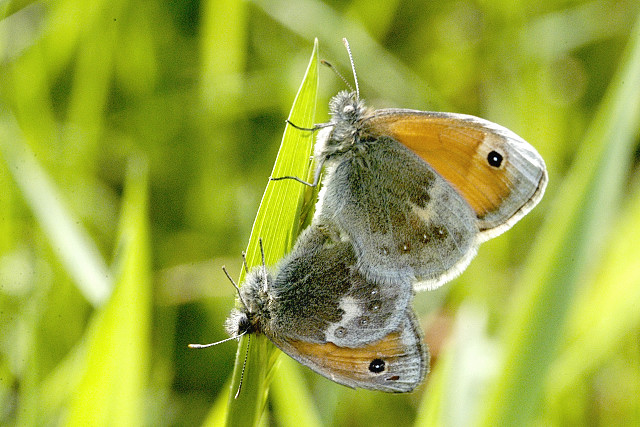
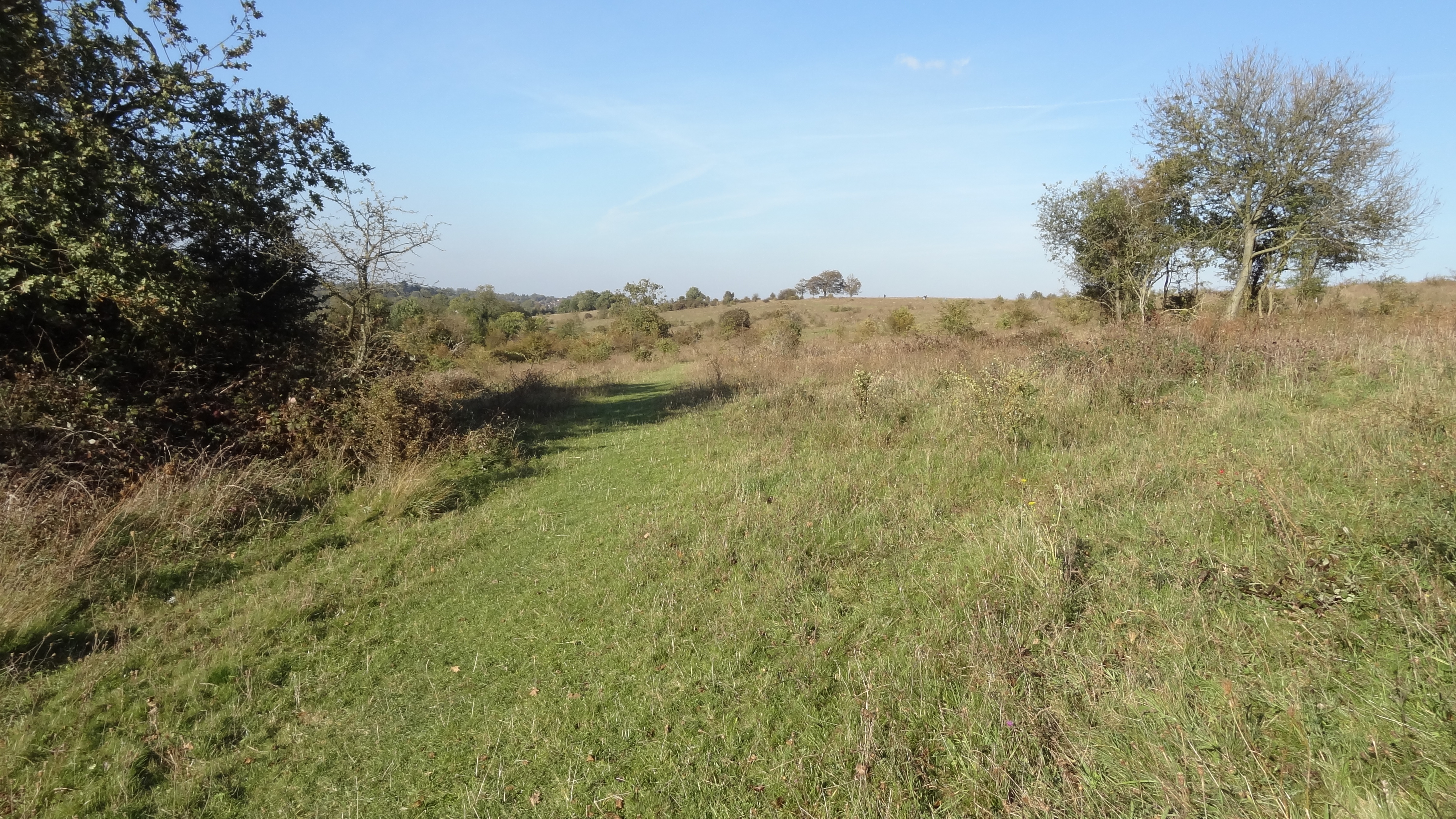
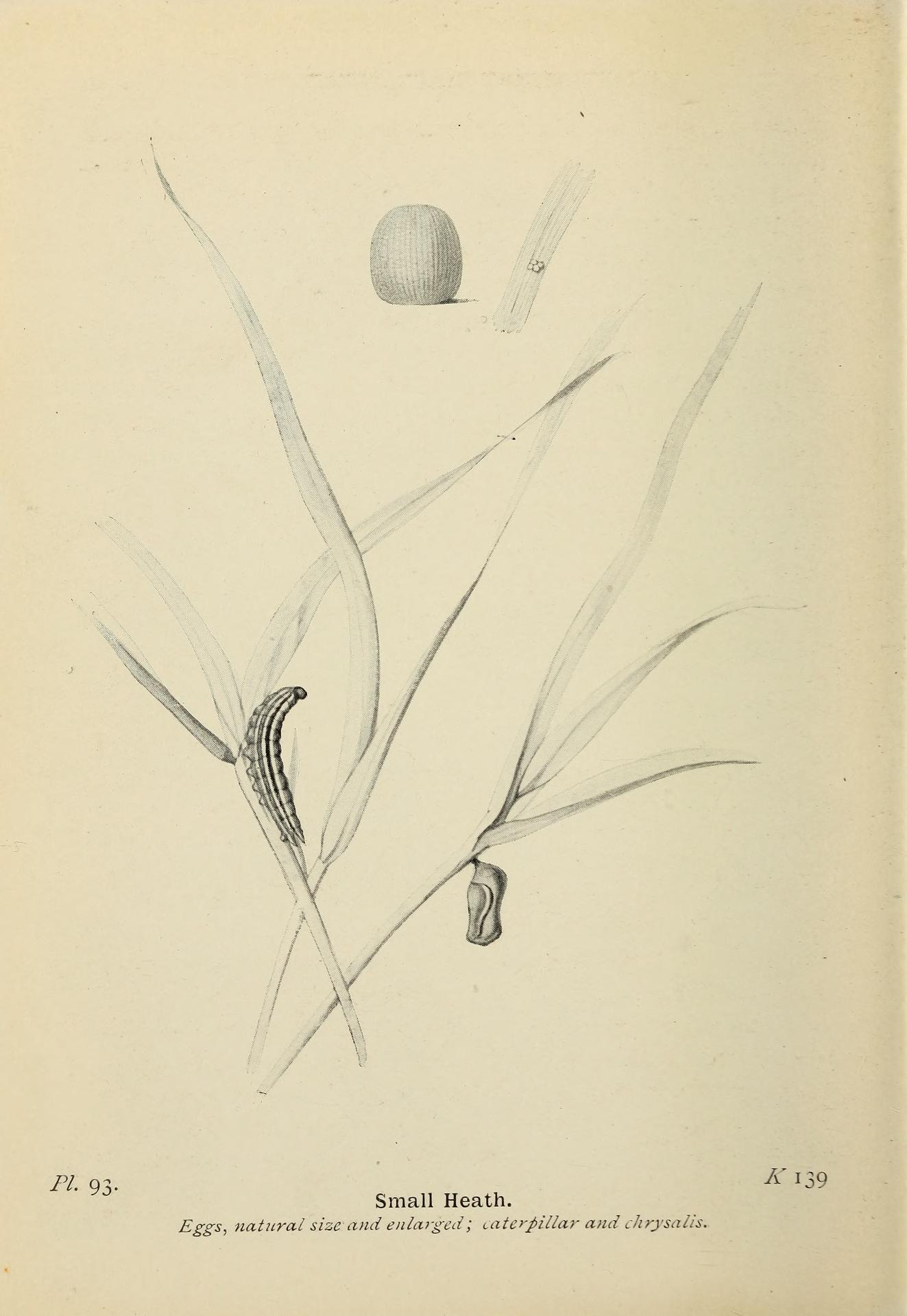